# Ekvi
Ekvi (latinsko Aequi, starogrško starogrško Αἴκουοι in starogrško Αἴκοι) so bili italsko pleme, ki je živelo v Apeninih vzhodno od Lacija v osrednji Italiji. 
Omenjajo se v zgodnji zgodovini starega Rima. Po dolgih bojih za neodvisnost od Rima so bili poraženi. Na njihovem ozemlju je bilo ustanovljenih več pomembnih rimskih kolonij. Ohranjena sta samo dva napisa, za katera velja, da sta napisana v ekvijskem jeziku. Vse druge napise v regiji so napisali latinsko govoreči kolonisti v latinščini. Na teh  napisih so Ekvi omenjeni kot Aequi in Aequicoli (naseljenci Ekvija).

## Zgodovinska geografija
Ekvi so bili naseljeni v gornjih delih dolin reke Aniene in gorskih potokov Tolenus in Himella, ki tečeta proti severu in se izlivata v reko Neri.
Zgodovinarji so veliko zapisali o vojnah med Ekvi in Rimom,  geografi pa jih komaj omenjajo. Plinij starejši in Ptolemaj jih omenjata enako kratko: mesti Ekvikulov (Ekvov)  sta bili Cliternia oziroma Cliternum  in Carsoli oziroma Carsioli. Plinij jih je umestil v Avgustovo Regio IV. Plinij je k temu dodal, da so živeli vzhodno od Sabinov. Do zgodnjega Rimskega cesarstva (ustanovljeno leta 27 pr. n. št.) so vse sledi za italskimi  Ekvi izginile. Obe že omenjeni mesti sta omenjeni kot rimski koloniji Carsioli in Cliternia.

## Zgodovina
Po Strabonu so Ekvi obstajali že takrat, ko je bil ustanovljen Rim. Prvi jih omenja Livij kot staro ljudstvo, od katerih so si Rimljani izposodili obrede vojne napovedi. Livij omenja tudi to, da je zadnji rimski kralj Tarkvinij Superb z Ekvi sklenil mir.
Z Rimljani so se vojskovali v več vojnah in bitki pri Algidu leta 458 pr. n. št.  Njihovo glavno središče naj bi Rimljani osvojili leta 484 pr. n. št. in ponovno približno devetdeset let kasneje.
V drugi polovici 5. stoletja pr. n. št. postanejo zapisi o bojih med Rimljani in Ekvi bolj redki. Ekvi so se očitno postopoma ustalili, zato so postali njihovi pohodi manj pogosti.
Leta 390 pr. n. št. so Gali porazili rimsko vojsko v bitki pri Aliji in izropali Rim. Antični pisci poročajo, da so leta 389 pr. n. št. Etruščani, Volski in Ekvi zbrali svoje vojske v upanju, da bodo izkoristili galski napad. Po Liviju in Plutarhu se je ekvijska vojska zbrala v Bolah. Rimski diktator Mark Furij Kamil je najprej odločno porazil Volske in nato presenetil ekvijsko vojsko in zasedel njen tabor in samo mesto. Po Diodorju Sicilskem so Ekvi pred Kamilovim napadom sami oblegali Bole. Rimska vojska je po zmagi in leto kasneje opustošila ozemlje Ekvov. Tokrat ni naletela na noben odpor. Oakley trdi, da sta bili rimski zmagi proti Ekvom leta 389 in 388 pr. n. št. zgodovinski, kar potrjuje izginotje Ekvov iz zgodovinskih virov do leta 304 pr. n. št. Zaradi nasprotujočih si trditev v antičnih virih, se  natančnega poteka spopadov okoli Bol ne da ugotoviti. Bole so bile latinsko mesto in prizorišče več spopadov med Rimljani in Ekvi. Mesto je večkrat zamenjalo svojega oblastnika, zato je bilo obleganje Ekvov leta 389 pr. n. št. povsem mogoče.
Ekvi niso bili dokončno podjarmljeni do konca druge samnitske vojne, ko so, tako se zdi, dobili nekaj svoboščin.
Vse, kar je znano o njihovih kasnejših političnih svoboščinah, je to, da se je po socialni vojni (91—88 pr. n. št.) ljudstvo Kliternije in Ners združilo v res publica Aequiculorum, ki je bila običajen municipij v sedanji občini Pescorocchiano. Iz latinskih kolonij Alba Fucens (ustanovljena 304 pr. n. št.) in  Carsioli (ustanovljena 298 pr. n. št.) se je latinski jezik razširil po celi regiji. Skozi mesti je bila speljana glavna in nekaj časa edina rimska cesta Via Valera, ki je vodila do Lucere in naprej na jug.
Na koncu rimskega republikanskega obdobja se Ekvi omenjajo kot Ekvikuli ali Ekvikoli, organizirani kot municipij v gornjem delu doline Salto, še vedno znane kot Cicolano  (iz latinskega Ager Aequicolanus). Verjetno so še naprej živeli tudi v svojih starih vaseh, od katerih so najbolj znane Nerse (sedanja Civitella di Nesce). Med njihovo zapuščino v naselju spada mnogokotno terasasto obzidje.